# إدي تشايلز
إدي تشايلز (بالإنجليزية: Eddie Chiles)‏ هو مهندس وشخصية أعمال أمريكي، ولد في 11 مايو 1910، وتوفي في 22 أغسطس 1993.